# احمد عمار
احمد عمار (عربی: أحمد عمار؛ زادهٔ ۲۲ ژوئن ۱۹۵۱) بازیکن فوتبال اهل الجزایر بود.
وی همچنین در تیم ملی فوتبال الجزایر بازی کرده‌است.